# سعدي توما
سعدي توما جرجيس وهو لاعب كرة قدم ومدرب عراقي كلداني القومية ولد في يوم 25 نيسان 1955 في مدينة بغداد في العراق، لعب مع نادي القوة الجوية العراقي لمدة 10 سنوات من سنة 1976 إلى سنة 1986 كما لعب مع منتخب العراق لكرة القدم ل11 مباراة وبعد اعتزاله اللعب عمل مدرب في نادي القوة الجوية تحت 16 سنة وثم عمل كمساعد مدرب للنادي وثم أصبح مدرب لنادي الكرخ ولنادي الرمادي ونادي الطلبة وثم انتقل ليدرب نادي الأخاء في لبنان وثم درب نادي الطليعة في سوريا وثم عمل مساعد للمنتخب العراق الأولمبي مع يحيى علوان وثم انتقل للمنتخب الأساسي وثم انتقل للعيش في أستراليا وعاد إلى العراق في 2010 ليدرب نادي زاخو العراقي.